# Michał Waligórski
Michał Aleksander Waligórski (ur. 26 marca 1944, zm. 5 października 2014) – polski prawnik, profesor nauk prawnych, specjalizował się w administracyjnym prawie gospodarczym, nauce o administracji oraz prawie administracyjnym, nauczyciel akademicki Uniwersytetu im. Adama Mickiewicza w Poznaniu.

## Życiorys
Studia prawnicze ukończył na Wydziale Prawa i Administracji UAM. Stopień doktorski uzyskał w 1976 na podstawie pracy pt. Charakter prawny samorządu mieszkańców miast. Habilitował się w 1998 na podstawie oceny dorobku naukowego i rozprawy Administracyjna regulacja działalności gospodarczej. Problemy prawnej reglamentacji. Tytuł naukowy profesora nauk prawnych został mu nadany w 2014. 
Pracował jako profesor nadzwyczajny w Katedrze Prawa Administracyjnego i Nauki o Administracji Wydziału Prawa i Administracji UAM. Od 1972 był członkiem Towarzystwa Naukowego Organizacji i Kierownictwa, a od 1999 - członkiem Stowarzyszenia Edukacji Administracji Publicznej. Był radcą prawnym w latach 1991-2000. Zmarł 5 października 2014, w wieku 70 lat.
Odznaczony m.in. Medalem Komisji Edukacji Narodowej (2007).
Został pochowany na Cmentarzu Junikowo w Poznaniu.

## Wybrane publikacje
- Administracyjnoprawna reglamentacja działalności gospodarczej, Poznań 1994, ss. 214
- Administracyjna regulacja działalności gospodarczej. Problemy prawnej reglamentacji, Poznań 1998, ss. 442
- Nowe prawo działalności gospodarczej. Podręcznik akademicki, Poznań 2001, ss. 453
- Samorząd zawodowy i gospodarczy w Polsce (wraz z S. Pawłowskim), wyd. 2005, ss. 308
- Działalność gospodarcza w ujęciu prawa administracyjnego, Poznań 2006, ss. 253
- Koncesje na działalność gospodarczą w prawie polskim, Poznań 2009, ss. 158
- Koncesje, zezwolenia i licencje w polskim administracyjnym prawie gospodarczym, Wydawnictwo Naukowe UAM, Poznań 2012, ss. 884
- ponadto rozdziały w pracach zbiorowych, komentarze do ustaw i artykuły publikowane w czasopismach prawniczych, m.in. w "Przeglądzie Ustawodawstwa Gospodarczego", "Samorządzie Terytorialnym" oraz "Ruchu Prawniczym, Ekonomicznym i Socjologicznym"[1]